# Literatura griega moderna
La literatura griega moderna es la literatura escrita en griego a partir del s. XI D.C., estando escrita en un lenguaje que es más parecido al hablado en Grecia actualmente que al empleado en los primeros años del Imperio bizantino o que el lenguaje utilizado por los compiladores del Nuevo Testamento o los autores clásicos de los siglos V y IV A.C.

## El surgimiento de la literatura griega moderna (S. XI - XV D.C.)
Los principales temas tratados durante este periodo son canciones escolares o poemas épicos en honor a los nuevos héroes del helenismo. Estos poemas eran largas composiciones fuertemente influenciadas por la literatura de Europa Occidental si bien este género tiene sus raíces en los poemas de la época clásica escritos en honor a figuras míticas o históricas como Aquiles, Pericles o Alejandro Magno.

### Canciones acríticas
El contexto cultural en el cual se crearon las primeras obras conocidas de literatura en lengua vernácula fueron creadas por el Imperio bizantino. Las obras más antiguas de este tipo datan en su mayoría del siglo XII: conocidas como Ptocoprodromika, el poema moralizante Spaneas, los versos autobiográficos y didácticos escritos en prisión por Miguel Glica, el verso Eisiterion (poema que da la bienvenida a la princesa Inés de Francia, y unos pocos ejemplos de poesía heroica tales como la Canción de Armuris y la epopeya Digenis Acritas.
La inmensa mayoría de la literatura en lengua vernácula ha sobrevivido de forma anónima. Además ha resultado difícil asignar una fecha precisa a muchas de estas obras, problema agravado por el hecho de que la forma en que han sobrevivido estas obras a menudo es un tanto camaleónica. Muchas han sobrevivido en varios manuscritos, cada uno de los cuales conserva variantes importantes o una versión diferente. Este fenómeno se da también en la literatura medieval de Europa occidental y se puede atribuir a los métodos de copia y distribución de la época del manuscrito.En algunos casos tradiciones manuscritas distintas pueden dar testimonio de transmisión oral y de transmisión escrita de los textos.

### Novela
Las novelas en verso están entre los mejores logros de la literatura bizantina, continuadoras de una larga tradición de historias de amor cuyas raíces se remontan a la época helenística y la Antigüedad tardía. La novela bizantina comienza su renacimiento en el siglo XII con Ismina e Isminias de Eustacio Macrembolita, Rodante y Dosicles de Teodoro Pródromo, Drosila y Caricles de Nicetas Eugeniano y Aristandro y Calitea de Constantino Manasés. Las diferencias (y similitudes) en el caso de las novelas de los siglos XIII y XIV son claras: El argumento se ha reducido considerablemente; sólo Livistro y Rodamna mantiene una trama secundaria. El elemento de aventura pierde importancia y la descripción de la acción se reduce. También se reduce el número de personajes que intervienen en la acción. Los orígenes sociales de los protagonistas cambian: ya no son simplemente de buena familia, la mayoría descienden de la realeza. Además, cuento de hadas elementos tales como dragones, caballos voladores y objeto mágico se incorporan a la historia a la vez que se da especial énfasis al elemento erótico de la novela, así la sensualidad de la escena del baño en Calímaco y Crisoroe, los apasionadamente entrelazados Veltandro y Crisantza cuyos gritos de placer resuenan por el jardín y el simbolismo erótico obvio de la entrada de Aquiles con su lanza en el jardín de su amada en la Aquileida. Los héroes son de linaje bizantino o romano, aunque las "estrellas secundarias" son a veces de origen oriental. La acción no se desarrolla ya en un ambiente mediterráneo, clásico; El paisaje es contemporáneo, con elementos utópicos evidentes y un gusto por el paisaje de los cuentos populares.
Algunos estudiosos han denominado caballerescas a las novelas griegas, pero aun así no parecen imitar ni haber asimilado nada del ideal caballeresco occidental. Las semejanzas entre su héroe principal y el caballero de la novela cortesana se limitan a los rasgos externos del caballero aristócrata, en su papel de guerrero y cazador, y a su valentía excepcional y su belleza. El código de valores de la sociedad feudal tal como se expresa en el ideal de la caballería occidental no aparece en las obras bizantinas y post-bizantinas. La base social e ideológica de las novelas griegas es bastante diferente. Además, el ideal amoroso que se refleja es considerablemente distinto de los principios del amor cortés en la tradición occidental, mientras que hay considerables diferencias con respecto al tema del adulterio, que aparece muy raramente y era bastante extraño al concepto bizantino del amor. Aparte de la historia de Helena y Paris, que en todo caso se tomó prestada de la Antigüedad, tal como se cuenta en la Historia de Troya, tal noción de amor se encuentra sólo en Livistro y Rodamna, donde la trama secundaria tiene que ver con una relación adúltera. 
Las traducciones y adaptaciones de las novelas europeas occidentales al griego vernáculo de la época datan de los siglos XIV y XV: la Teseida es una traducción de la "Teseida" de Boccaccio, mientras que Imberios, Margarona, Florios y Platziaflora estaban basadas en las versiones italianas de las novelas francesas "Pierre de Provence et la Belle Maguelonne" y "Floire et Blanchefleur". A este conjunto de obras se puede añadir también La guerra de Troya, una traducción de "El romance de Troya" de Benoît de Sainte-Maure.

### C. Cavafis
En Alejandría, Egipto, en la periferia sudoriental de la diáspora griega vivió Constantino Cavafis, que escribió la poesía que habría de ganar su reconocimiento internacional como uno de los más importantes poetas del siglo XX. Los ciento cincuenta y cuatro poemas que comprenden la obra reconocida de Cavafis (unos treinta más quedaron inconclusos a su muerte) se divide en tres categorías, que el propio poeta enunció como sigue:
- Poemas que, aunque no precisamente "filosóficos", "provocan el pensamiento".
- Poemas 'históricos'.
- Poemas 'hedonísticos' (o 'estéticos').
Muchos poemas se pueden considerar históricos o hedonísticos, como Cavafis tuvo también el cuidado de apuntar.
Los poemas de la primera categoría(a la que pertenecen algunos de las mejores composiciones de Cavafis como La ciudad de Ítaca) , todos publicados antes de 1916, a menudo muestran un cierto didactismo.
Los poemas históricos (a menudo sólo en apariencia), el primero de los cuales fue publicado en 1906, están habitualmente ambientados en la época helenística (incluyendo la Antigüedad tardía), el periodo que Cavafis creía que era "especialmente adecuado como contexto para sus personajes", aunque Bizancio no desaparece completamente de su poseía.